# الماشي
الماشي، مسلسل سعودي عُرض في 2011.

## القصة
تدور أحداث المسلسل السعودي الكوميدي «ماشي»، حول شخصية السيد ثابت، الذي يعاني من حالة نفسية غريبة تدخله في مواقف محرجة، ويتناول من خلال أحداثه عديدا من القضايا الاجتماعية في شكل كوميدي ساخر. المواطن ثابت (راشد الشمراني) (45 عاما) يعاني من مرض السير أثناء النوم، مما سبب له أزمة كبيرة داخل حياته الشخصية ومحيط عمله، وأصبح أضحوكة بين زملائه.
من ناحيته؛ طلب طبيب ثابت الخاص به خلال الحلقة 1 تسجيل جميع اللحظات التي يعيشها للوقوف على أسباب حالته الصحية، مشددًا عليه ألا يفوت لحظة، حتى أثناء قيادته السيارة.
تعليمات الطبيب نفذها المواطن ثابت بدقة متناهية، لعله يجد فيها بصيصا من الأمل يقوده إلى طريق الشفاء.

## فريق العمل
كتبه «السيناريست» علاء حمزة، وشارك فيه عدد كبير من الممثلين، من بينهم: «محمد الطويان» و«راشد الشمراني» و«محمد العيسى» و«مرزوق الغامدي» و«أغادير السعيد» و«علي المدفع» و«علي إبراهيم» و«مي عبد الله» و«محمد المفرح» و«جبران الجبران» و«حمد المزيني» و«فايز العنزي»، ومن إخراج هشام شربتجي.
ويقدم راشد الشمراني في المسلسل شخصية «ثابت»، فيما يقدم محمد الطويان شخصية «الدكتور أيمن» ومحمد العيسى شخصية «المقدم عيسى».
| الفنان        | الدور       |
| ------------- | ----------- |
| محمد العيسى   | المقدم عيسى |
| راشد الشمراني | ثابت        |
| محمد الطويان  | الطبيب أيمن |
| محمد المنصور  | مفلح        |
| غزلان         | ليليان      |
| محسن الشهري   | زعل         |
| رجاء الحاضي   | صوفي        |
| العنود الحسين | خلود        |
| جبران الجبران | ابوخلود     |